# Esteve Sala i Bonany
Esteve Sala i Bonany fou un agitador barceloní de començaments del segle xx, també conegut com el Curandero.

## Biografia
Era un antic militant republicà que havia lluitat per la Primera República Espanyola. Durant els fets de la Setmana Tràgica de Barcelona (juliol de 1909), després de beure's unes quantes copes de conyac, va comandar la multitud que, després d'assaltar una armeria al torrent de l'Olla va aixecar una barricada al carrer de Lleó (avui carrer de Sant Pere Màrtir) de Gràcia, esgrimint una vella pistola, entre el 27 i el 31 de juliol. Va ser acusat d'haver estat el primer civil que havia disparat contra els militars i jutjat per aquests fets l'abril de 1910. El 5 d'abril acaba el judici amb la petició de pena de mort pel delicte de rebel·lió per part del fiscal i l'absolució per part de l'advocat defensor. El tribunal queda reunit per dictar sentència que no es fara pública fins que el capità general, Valerià Weyler i Nicolau, en doni conformitat. L'acaben condemnant a cadena perpètua.